# Дульсінея Тобоська (персонаж)
Дульсінея Тобоська (справжнє ім'я Альдонса Лоренсо) — одна з головних персонажок роману Мігеля Сервантеса «Хитромудрий іда́льго Дон Кіхо́т з Лама́нчі», кохана, дама серця головного героя.
На початку твору Дон Кіхот приймає рішення стати мандрівним лицарем, і, відповідно до законів лицарського роману, йому необхідно вибрати собі даму серця, в яку він міг би закохатися, бо, зі слів героя, лицар без любові «що тіло без душі». І такою прекрасною дамою для Дон Кіхота стає звичайна дівчина з сусіднього села Ель-Тобосо — Альдонса Лоренсо, названа головним героєм Дульсінеєю Тобоською, однією з найкрасивіших жінок. В честь неї він здійснює подвиги, завжди і всюди славлячи її ім'я. При цьому Дон Кіхот сам до кінця не впевнений в її існуванні, на сторінках роману вона жодного разу не з'являється, але багато разів описується словами різних персонажів.
Дон Кіхот у розділі XIII описує її так: «Врода в неї надлюдська, бо в ній поєднались усі неймовірні й фантастичні прикмети краси, якими поети ущедряють своїх коханих: волосся її — то щире злото, чоло — Поля Єлісейські, брови — веселки, очі — сонця, личко — троянди, вуста — коралі, зубоньки — то перлоньки, шия — любайстер, перса — мармур, руки — мов кість слонова, уся вона — мов сніг біла, а ті частини тіла, що цнотливість од ока людського приховує, такі, думаю собі і уявляю, що ними можна лише безмірно захоплюватись і годі до будь-чого рівняти.»
Інший опис Дульсінеї у розділі XXV належить Санчо Пансі: «Та я ж її добре знаю,<…> як челядь у селі навкидя грає, то і з найдужчих хлопців ніхто так далеко залізяки не кине, як вона. Там-то голінна дівоха, і вродою, і поставою — всім узяла, і хоч якому мандрованому лицарю перцю дасть, як до неї підсипатись почне! А моцна ж яка, а голос, бісової крові, який! Раз якось вилізла на дзвіницю наймитів гукати, що в батька переліг орали, гоней так за двадцять од села, та як зикне — враз почули, мов під самою дзвіницею стояли. ї ще добре, що вона дівка не маніриста, пблегка — всім бісики пуска, з кожним собі пожирує і все зведе на жарти та на смішки.»
Дульсінея Тобоська є персонажем багатьох фільмів, мюзиклів, театральних постановок, заснованих на оригінальному романі. В різний час її образ на екрані і на сцені втілювали: Софі Лорен, Ванесса Вільямс, Наталя Гундарева та інші.